# Johannes Buhl
Johannes Buhl, auch bekannt als Turnvater Buhl, (auch Johann Buhl; * 10. Juni 1804 in Beutelsbach; † 13. Juni 1882 in Schwäbisch Gmünd; auch Johann Buhl) war ein deutscher Kaufmann, Turnpionier und Feuerwehrpionier.

## Leben
1829 nach Schwäbisch Gmünd gekommen, wurde der Sohn des evangelischen Kaufmanns im selben Jahr vom Stadtrat eingebürgert. Er eröffnete im darauffolgenden Jahr ein Metallwaren- und Werkzeuggeschäft am Gmünder Marktplatz und brachte sich gleich als ein vielseitig engagierter Bürger in das Stadtleben ein. 1848 wurde der Demokrat Buhl kurzzeitig in Haft genommen, 1852 der Majestätsbeleidigung bezichtigt, als er beim Besuch des Königs Wilhelm das Schild Es darf zu mir kein Mann ins Haus, drum häng ich auch keinen Kranz heraus an sein Haus am Marktplatz anbrachte. 1863 baute Buhl eine Villa am Gmünder Nepperberg.

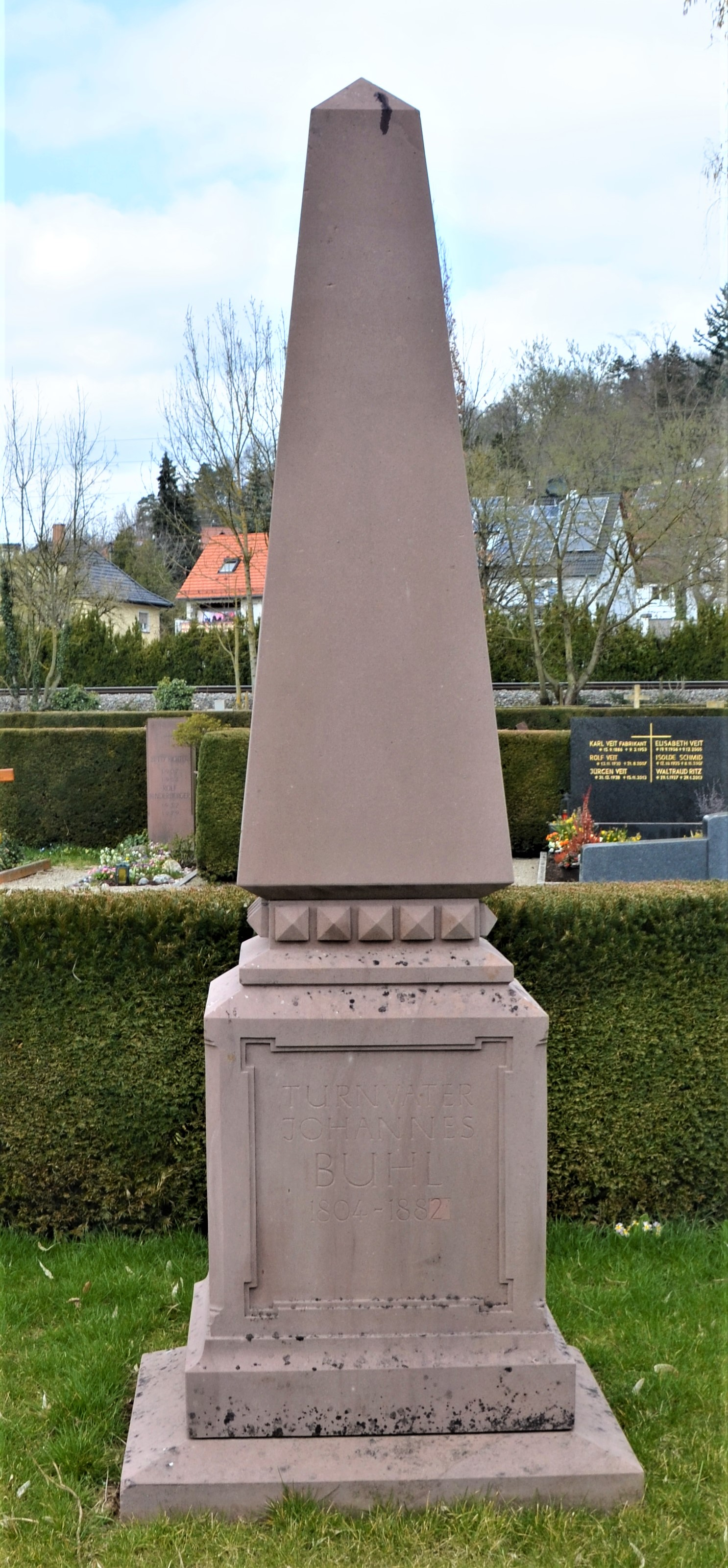
„Turnvater Johannes Buhl“, Grabmal auf dem Leonhardsfriedhof Schwäbisch Gmünd (2020)

Buhl wurde auf dem Gmünder Leonhardsfriedhof beigesetzt.

## Engagement
Buhl wird als Techniker und Tüftler sowie fortschrittlicher Denker und Philosoph beschrieben. Er engagierte sich vielseitig in Schwäbisch Gmünd. Buhl gründete am 10. Juni 1844 mit der Turngesellschaft Gmünd eine der ersten Turnergesellschaften. Er unterrichtete Turnen und veranstaltete Turnerfeste. Für die Turnerbewegung war er über die Stadtgrenzen hinaus engagiert. Dieses Engagement brachte ihm auch den Beinamen Turnvater ein.
Neben seinem Engagement war Buhl auch ein Feuerwehrpionier. Bereits 1831 ist er einer der Gründer der „Rettungsgesellschaft in Feuersgefahr“, die Vorläuferorganisation der Gmünder Freiwilligen Feuerwehr. Dabei erlangte er Bekanntheit, da er in diesem Jahr auch die erste zweisprossige Hakenleiter fertigen ließ.
Zudem war Buhl politisch aktiv. Er forderte Standesgleichheit und Volksbewaffnung und stand für Volkssouveränität und die deutsche Einheit ein. Für diese Werte und insbesondere in den Revolutionsjahren der Märzrevolutionen spielte er an der Seite von Eduard Forster eine profilierte Rolle. Buhl war Vorsitzender des demokratisch orientierten Bürgervereins und im Volksverein engagiert.
Nach dem Deutsch-Französischen Krieg 1870/71 engagierte er sich mit den Gmünder Turner Hilfsdiensten für das
Reservelazarett in der Stadt.

## Ehrungen

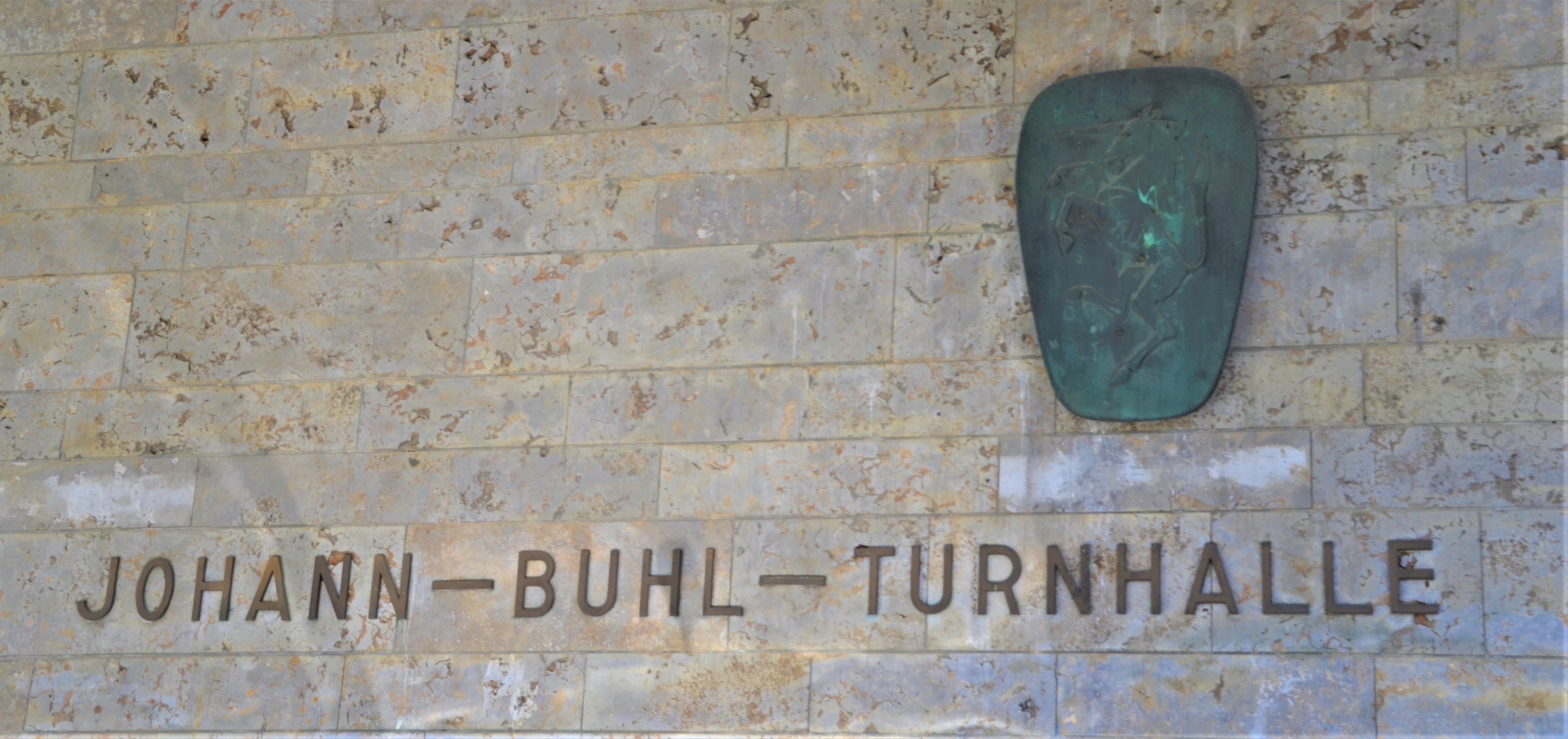
Johann-Buhl-Turnhalle Schwäbisch Gmünd

Buhl wurde sowohl von König Karl von Württemberg mit einem Orden, namentlich dem Olga-Orden, ausgezeichnet, als auch durch Kaiser Wilhelm.
An seinem ehemaligen Geschäftshaus am Gmünder Marktplatz wurde eine von Jakob Wilhelm Fehrle gefertigte Büste angebracht. Zudem ist die daran vorbeilaufende Gasse in Buhlgässle umbenannt worden. Im Innenstadtbereich von Schwäbisch Gmünd trägt zudem die Turnhalle am Klösterle den Namen Johann-Buhl-Turnhalle.